# 284
284是283與285之間的自然數。

## 在數學中
- 合數，正因數有1、2、4、71、142和284。
質因數分解為{\displaystyle 2^{2}\times 71}。
- 虧數，真因數和為220，虧度為64。
- 不尋常數，大於平方根的質因數為71。
- 十进制的奢侈數。
  - 第一組相親數（220，284）
- 第51個質數+51（233+51）

## 在人類文化中
- 五角大廈共有284間廁所
- 颱風賀伯造成中國284人失蹤
- 理查德·亨弗雷斯自2001年10月開始連續上陣284場聯賽，是英格蘭足球聯賽第五最長的紀錄
- 英屬維京群島的北美洲電話區號為284

## 在科學中
- 阿司匹林在284°F時會被分解

## 在天文中
- 火星上每284地球年（151火星年）會發生4次地球凌日
- NGC 284 是鯨魚座的一個星系

## 在其他領域中
- 西元284年和前284年
- 卡西尼-惠更斯號於北京時間1998年4月26日21時44分41秒，從284公里上空掠過金星